# Igreja de Nossa Senhora da Conceição (Mosteiros)

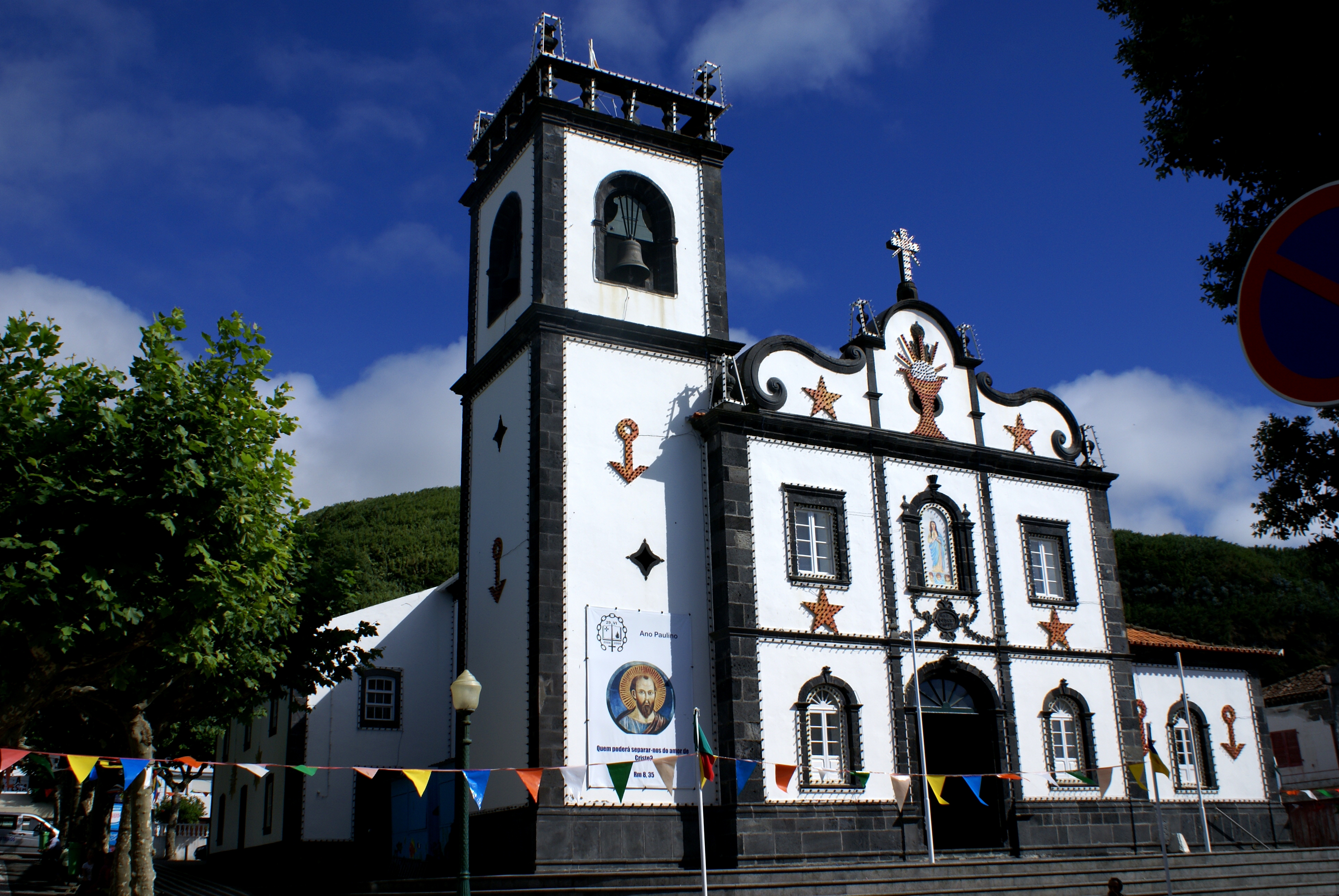
Igreja de Nossa Senhora da Conceição, fachada.

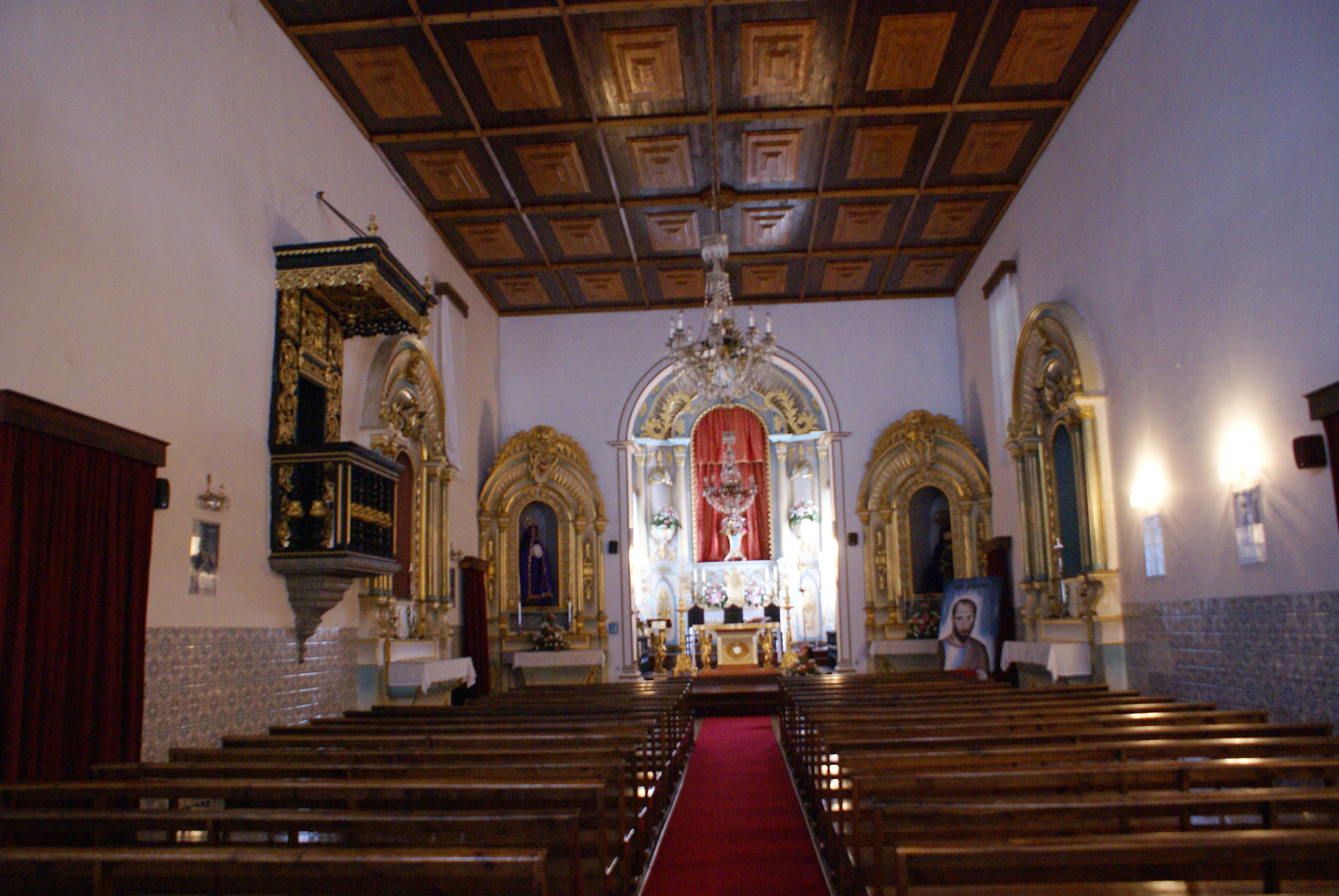
Igreja de Nossa Senhora da Conceição, nave.

A Igreja de Nossa Senhora da Conceição (Mosteiros) é um templo cristão português localizado na localidade dos Mosteiros, concelho de Ponta Delgada, ilha açoriana de São Miguel.
Este templo que tem uma data de construção que recua ao século XV possui bela cantaria de basalto de cor escura e uma torre sineira. Dentro desta igreja encontra-se um órgão de tubos.